# Rolando Aníbal Chaparro
Rolando Aníbal Chaparro (Formosa, Argentina, 6 de febrero de 1961) es un exfutbolista argentino que se destacó como delantero. Es hermano del también exjugador Raúl de la Cruz Chaparro.

## Historia
Sus inicios futbolísticos fueron en Instituto de Córdoba. Allí, en 1981, compartió plantel por primera vez con su hermano mayor Raúl de la Cruz Chaparro. 
Luego de un breve paso por Guaraní Antonio Franco de Misiones, en la temporada de 1983 recaló en Tigre, donde integró en su primer año un gran tridente ofensivo junto a Edgardo Paruzzo y Walter Fiori. Se ganó con el tiempo el reconocimiento de los simpatizantes y se convirtió en un ícono de la institución de Victoria durante los años 1980. En total disputó 107 partidos y convirtió 38 goles.
Además vistió los colores de Almagro y Deportivo Morón.

## Trayectoria
| Club                   | País      | Período   |
| ---------------------- | --------- | --------- |
| Instituto de Córdoba   | Argentina | 1981      |
| Guaraní Antonio Franco | Argentina | 1982      |
| Tigre                  | Argentina | 1983-1986 |
| Almagro                | Argentina | 1986-1987 |
| Deportivo Morón        | Argentina | 1987-1988 |
| Tigre                  | Argentina | 1988-1989 |

## Palmarés

### Campeonatos nacionales
| Torneo                | Club  | País      | Año  |
| --------------------- | ----- | --------- | ---- |
| Ascenso al Nacional B | Tigre | Argentina | 1986 |